# Brunei aux Jeux olympiques d'été de 1996
Brunei participe aux Jeux olympiques d'été de 1996 à Atlanta. Il s'agit de leur 1re participation aux Jeux d'été car en 1988 à Séoul, seul un officiel avait été envoyé.
La délégation comprend un tireur sportif, le prince Abdul Hakeem Jefri Bolkiah, neveu du sultan Hassanal Bolkiah.

## Résultats

### Tir
| Athlète                    | Compétition  | Qualification | Qualification | Finale  | Finale  |
| Athlète                    | Compétition  | Points        | Rang          | Points  | Rang    |
| -------------------------- | ------------ | ------------- | ------------- | ------- | ------- |
| Abdul Hakeem Jefri Bolkiah | Skeet hommes | 112           | 49            | Éliminé | Éliminé |